# Quiz (Fernsehserie)
Quiz ist eine britische Miniserie von James Graham aus dem Jahr 2020, basierend auf dessen Theaterstück gleichen Namens von 2017 und dem Buch Bad Show: the Quiz, the Cough, the Millionaire Major von Bob Woffinden und James Plaskett. Regie führte Stephen Frears.
Die dreiteilige Serie zeigt den Prozess gegen Charles Ingram, der im Jahr 2001 bei Who Wants to Be a Millionaire?, der britischen Version der Quizsendung Wer wird Millionär?, betrogen haben soll. Seine Frau und eine dritte Person haben – so die Auffassung des Gerichts – Charles durch hörbares Husten auf die jeweils richtige Antwort hingewiesen.

## Episoden
| Nr. (ges.) | Nr. (St.) | Deutscher Titel | Originaltitel |
| --- | --------- | --------------- | ------------- |
| 1 | 1         | Folge 1         | Episode 1     |
| Die Serie beginnt im Gerichtssaal, wo Diana Ingram, ihr Ehemann Charles sowie Tecwen Whittock angeklagt sind, gemeinsam bei einer Quizsendung im TV betrogen zu haben. Diana Ingram und ihr Bruder Adrian sind begeistert von Ratespielen. Als der Sender ITV die neue Quizsendung Who Wants To Be a Millionaire? ins Programm aufnimmt, nehmen sowohl Diana als auch Adrian an dieser teil, jedoch mit Gewinnsummen von jeweils 32.000 Pfund nicht so erfolgreich wie erhofft. Daher überredet Diana ihren Mann Charles, an der Show teilzunehmen. Das ITV-Team hegt derweil den Verdacht, dass sich die Teilnehmer untereinander absprechen. |           |                 |               |
| 2 | 2         | Folge 2         | Episode 2     |
| Charles schafft es in die Sendung. Dabei fällt dem ITV-Team auf, dass auch seine Frau und sein Schwager bereits teilgenommen haben. Adrian und Diana sind als Zuschauer im Studio. Als Charles eine Frage nicht weiß, versucht Adrian, ihm über sein Handy zu helfen, hat jedoch keinen Empfang. Mit Hilfe der Joker kommt Charles jedoch weiter, bevor die Aufzeichnung der Sendung für diesen Tag endet. Diana nimmt Kontakt auf zu Tecwen Whittock, einem für den nächsten Tag angekündigten Mitspieler. Charles kehrt für eine zweite Nacht auf den heißen Stuhl zurück. Nach seinem zuvor schwachen Auftritt hat er nun großen Erfolg, denn seine zaudernden Antworten erweisen sich stets als richtig, und am Ende gewinnt er die Million. Das Produktionsteam findet jedoch seine plötzliche Wendung des Schicksals verdächtig und beginnt, ein ungewöhnliches Muster von Husten aus dem Studiopublikum zu untersuchen. Die Aufzeichnung wird nicht ausgestrahlt, zumal parallel zu den Beratungen des ITV-Teams die Terroranschläge vom 11. September 2001 geschehen. Die Polizei verhaftet Adrian und Diana. |           |                 |               |
| 3 | 3         | Folge 3         | Episode 3     |
| Verfolgt und gejagt von Öffentlichkeit und Presse, ziehen Charles, Diana und Tecwen vor Gericht. Ihre Anwältin versucht die Geschworenen davon zu überzeugen, dass die drei unschuldig sind. Die Geschworenen sind jedoch von der Schuld der drei Angeklagten überzeugt: Mit Hust-Signalen haben Diana und Tecwen aus dem Publikum heraus Charles zu den richtigen Antworten gelotst. Die drei werden zu 18 Monaten Gefängnis verurteilt, für zwei Jahre ausgesetzt auf Bewährung. Im Abspann wird erwähnt, dass die Ingrams „bis zum heutigen Tag“ ihre Unschuld behaupten. |           |                 |               |

## Entstehung und Veröffentlichung
| Figur               | Darsteller        | Deutscher Sprecher       |
| ------------------- | ----------------- | ------------------------ |
| Charles Ingram      | Matthew Macfadyen | Klaus-Peter Grap         |
| Chris Tarrant       | Michael Sheen     | Axel Malzacher           |
| Adrian Pollock      | Trystan Gravelle  | Marius Clarén            |
| Diana Ingram        | Sian Clifford     | Claudia Urbschat-Mingues |
| Claudia Rosencrantz | Aisling Bea       | Irina von Bentheim       |
| David Briggs        | Elliot Levey      | Tilmar Kuhn              |
| David Liddiment     | Risteard Cooper   | Erich Räuker             |

Die Synchronisation erfolgte durch das Synchronisationsstudio SDI Media Germany GmbH nach einem Buch von Christian Langenhagen unter der Dialogregie von Klaus-Peter Grap.
Die drei Folgen wurden erstmals an drei aufeinanderfolgenden Abenden vom 13. bis 15. April 2020 auf ITV ausgestrahlt. Die deutsche TV-Premiere erfolgte am 9. September 2021 auf Sony Channel, und die Free-TV-Premiere am 21. November 2022 auf One.

## Rezeption
Quiz erhielt ein gutes Presseecho, was sich auch in den Auswertungen US-amerikanischer Aggregatoren widerspiegelt. So erfasst Rotten Tomatoes fast ausschließlich positive Besprechungen und ordnet die Serie dementsprechend als „Frisch“ ein. Laut Metacritic fallen die Bewertungen im Mittel „Grundsätzlich Wohlwollend“ aus. 2021 erhielt die Serie eine BAFTA-Nominierung in der Kategorie Bester Nebendarsteller für Michael Sheen.